# Безуот
Безуо́т (фр. Bézouotte) — коммуна во Франции, находится в регионе Бургундия. Департамент коммуны — Кот-д’Ор. Входит в состав кантона Мирбо-сюр-Без. Округ коммуны — Дижон.
Код INSEE коммуны — 21072.

## Население
Население коммуны на 2010 год составляло 201 человек.
| 1962 | 1968 | 1975 | 1982 | 1990 | 1999 | 2010 |
| ---- | ---- | ---- | ---- | ---- | ---- | ---- |
| 205  | 194  | 145  | 222  | 216  | 214  | 201  |

## Экономика
В 2010 году среди 151 человека трудоспособного возраста (15—64 лет) 110 были экономически активными, 41 — неактивными (показатель активности — 72,8 %, в 1999 году было 79,4 %). Из 110 активных жителей работали 106 человек (58 мужчин и 48 женщин), безработных было 4 (1 мужчина и 3 женщины). Среди 41 неактивных 7 человек были учениками или студентами, 28 — пенсионерами, 6 были неактивными по другим причинам.